# بول موكالوم
بول موكالوم (بالإنجليزية: Paul McCallum)‏ (28 يوليو 1993 في المملكة المتحدة - ) هو لاعب كرة قدم بريطاني في مركز الهجوم. لعب مع نادي بورتسموث وهارت أوف ميدلوثيان ووست هام يونايتد ونادي ليتون أورينت ونادي توركي يونايتد وإيه أف سي ويمبلدون ونادي ألدرشوت تاون ونادي روتشديل ودولويتش هاملت.

## وصلات خارجية
- بول موكالوم على موقع قاعدة بيانات كرة القدم.إي يو (الإنجليزية)
- بول موكالوم على موقع Soccerbase.com (لاعب) (الإنجليزية)
- بول موكالوم على موقع Soccerway.com (الإنجليزية)
- بول موكالوم على موقع AS.com (الإسبانية)